# Hals Kommune
Hals Kommune var en kommune i Nordjyllands Amt, som blev dannet ved kommunalreformen i 1970. Ved strukturreformen i 2007 blev kommunen indlemmet i Aalborg Kommune sammen med Nibe Kommune og Sejlflod Kommune.

## Tidligere kommuner
Hals Kommune blev dannet ved sammenlægning af følgende 3 sognekommuner:
| Kommune                      | Folketal 1. januar 1970 | Byer                            |
| ---------------------------- | ----------------------- | ------------------------------- |
| Hals                         | 3.022                   | Hals og Hou                     |
| Ulsted                       | 1.458                   | Ulsted                          |
| Vester Hassing-Øster Hassing | 3.985                   | Stae, Vester Hassing og Gandrup |
| I alt                        | 8.465                   |                                 |

## Sogne
Følgende sogne indgik dermed i Hals Kommune, alle fra Kær Herred:
- Hals Sogn
- Ulsted Sogn
- Vester Hassing Sogn
- Øster Hassing Sogn

## Borgmestre[2]
| Periode   | Navn                 | Parti             |
| --------- | -------------------- | ----------------- |
| 1970–1974 | K. Evald Søndergaard | Venstre           |
| 1974–1989 | B. Møller Jensen     | Venstre           |
| 1990–1997 | Evald Martinsen      | Venstre           |
| 1998–2006 | Bent Sørensen        | Socialdemokratiet |